# 劉黒闥
劉 黒闥（りゅう こくたつ）は、中国の唐初の民衆叛乱の指導者。

## 生涯
本貫は清河郡漳南県（現在の河北省衡水市故城県の北東）。年少の頃から素行が悪く、旧友の竇建徳から資金を借りては酒や博打に費やしていたという。隋の大業末年、郝孝徳に従った。後に李密に仕えて裨将となった。李密が敗れると、王世充に捕らえられて、馬軍総管に任ぜられ、新郷に駐屯した。竇建徳が李淵軍の将の李勣を籠絡したとき、李勣に新郷を攻めさせ、李勣は黒闥を捕らえて竇建徳に引き渡した。竇建徳は黒闥を将として用い、漢東郡公に封じた。黒闥は武勇にすぐれ、また斥候に敵軍の内実を探らせてその不意を襲って勝利を重ねたので、軍中に神勇と号された。
五鳳4年（621年）に虎牢の戦いで竇建徳が敗れると、黒闥は故郷の漳南に隠れた。ときに唐の皇帝となっていた高祖李淵が竇建徳の旧将の范願・董康買・曹湛・高雅賢・王小胡らを登用しようとした。范願らは「王世充が洛陽を挙げて降ったとき、驍将の楊公卿・単雄信らは皆殺しとなった。今われらが関中に入っても、安全の保証はない。われらが夏王（竇建徳）の復讐のために余生を捧げれば、天下の義士と見られよう」といって唐に叛くことを決意した。占いによって劉氏を主とするのが吉と出たので、まず劉雅を擁立しようとした。しかし劉雅が拒絶したので、代わりに黒闥を擁立した。黒闥は百人余りの兵で漳南を破り、つづいて貝州刺史戴元祥・魏州刺史権威らを破って敗死させた。竇建徳の旧将・故吏たちが次々と帰順し、軍勢は盛んとなり、黒闥は大将軍を自称した。唐将の李神通・秦武通・王行敏・李勣らを次々と撃破した。饒陽の崔元遜や兗州の徐円朗らと結び、北は高開道や突厥と連合して、竇建徳の旧領をことごとく回復した。
武徳5年（622年）1月、相州を落とした黒闥は漢東王と号し、天造と建元した。范願を左僕射とし、董康買を兵部尚書とし、高雅賢を左領軍とし、王小胡を右領軍とするなど、竇建徳の旧部下たちを任用し、都を洺州に置いた。唐の総管羅士信を洺水に撃破して敗死させた。3月、食糧が不足したまま、唐の秦王李世民と決戦を挑んで、洺水で大敗を喫した。黒闥は范願らとともに突厥に逃れた。
6月、黒闥は突厥の兵を借りて再び進攻し、唐の淮陽王李道玄や原国公史万宝らを撃破した。河北を再び回復し、また洺州を都とした。12月、唐の皇太子李建成・斉王李元吉の兵と館陶で戦い、大敗した。天造2年（623年）、饒陽に逃れたところを諸葛徳威に捕らえられ、李建成のもとに送られて弟の劉十善とともに洺州で斬られた。

## 伝記資料
- 『旧唐書』巻55 列伝第5「劉黒闥伝」
- 『新唐書』巻86 列伝第11「劉黒闥伝」